# إقليم لوغا
إقليم لوغا (بالفرنسية: Louga)‏ هو أقليم في السنغال، بلغ عدد سكانه 874,193 نسمة وذلك حسب إحصائيات سنة 2013، عاصمته لوغا ‏، تبلغ مساحته 24,847 كيلومتر مربع.

## الموقع
يشترك في الحدود مع:
- إقليم سانت لويس
- ثيس
- Podor department [الإنجليزية]‏
- Matam department [الإنجليزية]‏
- إقليم ديوربيل
- ماتام
- أقليم كفرين
- داغانا [الإنجليزية]‏.